# Scotty Beckett
Scott Hastings Beckett (Oakland, 4 de outubro de 1929 – Los Angeles, 10 de maio de 1968) foi um ator estadunidense. Ele fez sua estreia em Galhardia de Mulher (1933), estrelando Clive Brook e Ann Harding. Beckett apareceu em quinze curtas metragens da série Our Gang em dois anos, depois emergiu como uma das principais estrelas infantis de sua época.

## Carreira
Beckett assinou contrato com a MGM em 1947, seu primeiro filme no estúdio foi As Delicias da Vida estrelado por Elizabeth Taylor. Ele ganhou o papel de Oogie Pringle em O Príncipe Encantado (1948), uma adaptação cinematográfica da série de rádio de mesmo nome, ao lado de Jane Powell. Em 1949, ele participou do drama de guerra O preço da glória e, no ano seguinte, estrelou como Tennessee Shad na comédia Era Sempre Primavera. Em 1950, o sucesso desses três filmes resultou em expectativas de que sua carreira aumentasse, mas não aconteceu. Sua carreira declinou, como evidenciado por seu pequeno papel em Romance Carioca, novamente com Jane Powell.